# Allées funéraires de Grézac
Les allées funéraires de Grézac, dénommées aussi tombeaux des Anglais, sont deux monuments mégalithiques situés sur la commune d'Auradou dans le département français de Lot-et-Garonne.
Les deux monuments furent fouillés par le comte J. de Bonnal en 1876 qui y mit au jour des ossements et dents humaines et du matériel funéraire (des dents d'ours perforées, une petite hache en pierre polie, un anneau en terre cuite et un fragment d'objet indéterminé en bronze). De nouvelles fouilles y furent entreprises, entre 1952 et 1954, par M. Humbert et R. Loubradou.

## Allée funéraireno1
Elle s'étire sur une longueur de 6,70 m pour une largeur comprise entre 0,55 m et 1,10 m. Elle est orientée selon un axe sud-est/nord-ouest. L'allée est délimitée par quatre orthostates sur le côté gauche et huit sur le côté droit. Deux dalles accolées ferment la chambre au chevet. Le reste du dallage d'origine est constitué de deux grandes dalles horizontales reposant au sol.
Les fouilles menées par M. Humbert et R. Loubradou ont permis d'y découvrir par tamisage de multiples ossements et dents humaines ainsi qu'un matériel funéraire assez important : quatre canines perforées, deux canines (craches) de cerf, des perles (en test de coquillage et os) et des objets en os (tête d'épingle, tube poli et petit poinçon).

## Allée funéraireno2
Elle s'étend sur une longueur de 8,40 m pour une largeur comprise entre 0,82 m et 1,15 m. Elle est orientée selon un axe sensiblement nord-ouest/sud-est. L'allée est constituée de sept orthostates sur chaque côté et fermée par une seule dalle de chevet. Deux dalles renversées placées au milieu de l'allée pourraient correspondre à une séparation de l'allée en deux parties.
Le mobilier funéraire retrouvé se composait de sept armatures tranchantes en silex, de fragments de poinçons en os, d'une petite hache en pierre polie, d'une dent de bovidé perforée, d'une perle discoïde en test de coquillage et d'une turitelle percée.